# Eurya patentipila
Eurya patentipila är en tvåhjärtbladig växtart som beskrevs av Woon Young Chun. Eurya patentipila ingår i släktet Eurya och familjen Pentaphylacaceae. Inga underarter finns listade i Catalogue of Life.